# Gran Premio motociclistico della Comunità Valenciana 2012
Il Gran Premio motociclistico della Comunità Valenciana 2012 è stato il diciottesimo e ultimo Gran Premio della stagione 2012. Le gare si sono disputate l'11 novembre 2012 presso il circuito Ricardo Tormo.
Le gare di tutte e tre le classi sono state condizionate a tratti dalla pioggia e in generale dall'asfalto umido. La corsa della MotoGP si è svolta su pista inizialmente bagnata e gradualmente più asciutta, il che ha costretto quei piloti che erano partiti con pneumatici da bagnato ad effettuare un cambio di moto per passare alle gomme slick. La vittoria è andata a Daniel Pedrosa davanti a Katsuyuki Nakasuga, al primo podio nel motomondiale, e a Casey Stoner. Con questi risultati il campionato costruttori è stato vinto dalla Honda.
In Moto2 a vincere è stato Marc Márquez, partito in fondo allo schieramento per una penalità e seguito sul traguardo dai connazionali Julián Simón e Nicolás Terol, quest'ultimo per la prima volta sul podio in questa classe. La corsa della Moto3 ha visto invece il successo di Danny Kent in volata su Sandro Cortese e Zulfahmi Khairuddin.

## MotoGP

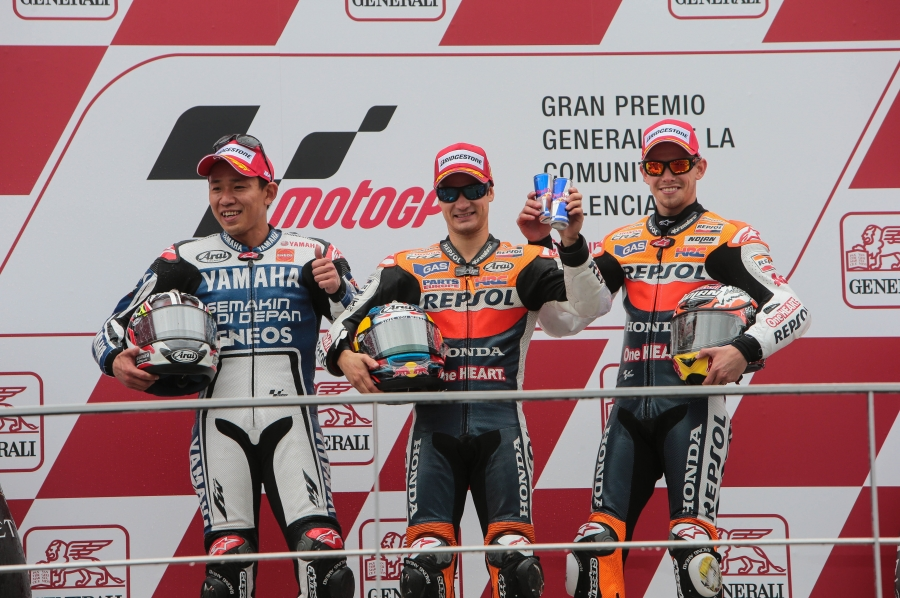
Nakasuga, Pedrosa e Stoner, festeggiano sul palco di premiazione del podio dopo aver concluso rispettivamente in seconda, prima e terza posizione la gara della classe MotoGP

Gli infortunati Ben Spies e Yonny Hernández sono stati sostituiti rispettivamente da Katsuyuki Nakasuga e Hiroshi Aoyama. In questo Gran Premio si è presentato al via in qualità di wildcard anche Claudio Corti con una Inmotec, motocicletta che segue il regolamento CRT.

### Arrivati al traguardo
| Pos | Nº | Pilota             | Squadra                   | Motocicletta | Giri | Tempo     | Griglia | Punti |
| --- | -- | ------------------ | ------------------------- | ------------ | ---- | --------- | ------- | ----- |
| 1   | 26 | Daniel Pedrosa     | Repsol Honda              | Honda        | 30   | 48:23.819 | 1       | 25    |
| 2   | 21 | Katsuyuki Nakasuga | Yamaha Factory Racing     | Yamaha       | 30   | +37.661   | 16      | 20    |
| 3   | 1  | Casey Stoner       | Repsol Honda              | Honda        | 30   | +1:00.633 | 3       | 16    |
| 4   | 19 | Álvaro Bautista    | San Carlo Honda Gresini   | Honda        | 30   | +1:02.811 | 8       | 13    |
| 5   | 51 | Michele Pirro      | San Carlo Honda Gresini   | FTR          | 30   | +1:26.608 | 15      | 11    |
| 6   | 4  | Andrea Dovizioso   | Monster Yamaha Tech 3     | Yamaha       | 30   | +1:30.423 | 6       | 10    |
| 7   | 17 | Karel Abraham      | Cardion AB Motoracing     | Ducati       | 30   | +1:31.789 | 13      | 9     |
| 8   | 9  | Danilo Petrucci    | Came IodaRacing Project   | Ioda-Suter   | 29   | +1 giro   | 17      | 8     |
| 9   | 77 | James Ellison      | Paul Bird Motorsport      | ART          | 29   | +1 giro   | 20      | 7     |
| 10  | 46 | Valentino Rossi    | Ducati Team               | Ducati       | 29   | +1 giro   | 11      | 6     |
| 11  | 41 | Aleix Espargaró    | Power Electronics Aspar   | ART          | 29   | +1 giro   | 10      | 5     |
| 12  | 14 | Randy de Puniet    | Power Electronics Aspar   | ART          | 28   | +2 giri   | 12      | 4     |
| 13  | 73 | Hiroshi Aoyama     | Avintia Blusens           | BQR          | 28   | +2 giri   | 21      | 3     |
| 14  | 5  | Colin Edwards      | NGM Mobile Forward Racing | Suter        | 27   | +3 giri   | 14      | 2     |

### Ritirati
| Nº | Pilota         | Squadra               | Motocicletta | Giri | Griglia |
| -- | -------------- | --------------------- | ------------ | ---- | ------- |
| 35 | Cal Crutchlow  | Monster Yamaha Tech 3 | Yamaha       | 22   | 4       |
| 71 | Claudio Corti  | Avintia Blusens       | Inmotec      | 17   | 22      |
| 8  | Héctor Barberá | Pramac Racing         | Ducati       | 16   | 9       |
| 99 | Jorge Lorenzo  | Yamaha Factory Racing | Yamaha       | 13   | 2       |
| 6  | Stefan Bradl   | LCR Honda             | Honda        | 9    | 5       |
| 84 | Roberto Rolfo  | Speed Master          | ART          | 6    | 19      |
| 22 | Iván Silva     | Avintia Blusens       | BQR          | 2    | 18      |
| 69 | Nicky Hayden   | Ducati Team           | Ducati       | 2    | 7       |

## Moto2
Mattia Pasini ha sostituito l'infortunato Alex De Angelis, Román Ramos ha corso al posto di Marco Colandrea e Anthony West, sospeso a partire dal 30 ottobre per un mese dalla FIM per la positività ad un controllo antidoping effettuato dopo il GP di Francia, è stato sostituito da Rafid Topan Sucipto. Dani Rivas si è invece iscritto al Gran Premio come wildcard.
Marc Márquez, qualificatosi in seconda posizione, è stato retrocesso all'ultima posizione dello schieramento come penalità per aver causato un incidente con Simone Corsi nel corso delle prove libere.

### Arrivati al traguardo
| Pos | Nº | Pilota               | Squadra                   | Motocicletta | Giri | Tempo     | Griglia | Punti |
| --- | -- | -------------------- | ------------------------- | ------------ | ---- | --------- | ------- | ----- |
| 1   | 93 | Marc Márquez         | Catalunya Caixa Repsol    | Suter        | 27   | 48:50.706 | 33      | 25    |
| 2   | 60 | Julián Simón         | Blusens Avintia           | Suter        | 27   | +1.256    | 11      | 20    |
| 3   | 18 | Nicolás Terol        | Mapfre Aspar              | Suter        | 27   | +11.372   | 4       | 16    |
| 4   | 12 | Thomas Lüthi         | Interwetten-Paddock       | Suter        | 27   | +13.006   | 2       | 13    |
| 5   | 77 | Dominique Aegerter   | Technomag-CIP             | Suter        | 27   | +13.825   | 6       | 11    |
| 6   | 81 | Jordi Torres         | Mapfre Aspar              | Suter        | 27   | +27.911   | 5       | 10    |
| 7   | 36 | Mika Kallio          | Marc VDS Racing           | Kalex        | 27   | +36.338   | 15      | 9     |
| 8   | 40 | Pol Espargaró        | Pons 40 HP Tuenti         | Kalex        | 27   | +38.335   | 1       | 8     |
| 9   | 24 | Toni Elías           | Italtrans Racing          | Kalex        | 27   | +39.419   | 14      | 7     |
| 10  | 80 | Esteve Rabat         | Pons 40 HP Tuenti         | Kalex        | 27   | +39.476   | 13      | 6     |
| 11  | 29 | Andrea Iannone       | Speed Master              | Speed Up     | 27   | +40.207   | 9       | 5     |
| 12  | 8  | Gino Rea             | Federal Oil Gresini       | Suter        | 27   | +41.197   | 19      | 4     |
| 13  | 17 | Dani Rivas           | TSR Galicia School        | Kalex        | 27   | +41.768   | 26      | 3     |
| 14  | 72 | Yūki Takahashi       | NGM Mobile Forward Racing | FTR          | 27   | +41.943   | 17      | 2     |
| 15  | 88 | Ricard Cardús        | Arguiñano Racing          | AJR          | 27   | +42.303   | 28      | 1     |
| 16  | 38 | Bradley Smith        | Tech 3 Racing             | Tech 3       | 27   | +43.064   | 21      |       |
| 17  | 3  | Simone Corsi         | Came IodaRacing Project   | FTR          | 27   | +49.970   | 8       |       |
| 18  | 75 | Tomoyoshi Koyama     | Technomag-CIP             | Suter        | 27   | +51.639   | 27      |       |
| 19  | 4  | Randy Krummenacher   | GP Team Switzerland       | Kalex        | 27   | +53.198   | 18      |       |
| 20  | 49 | Axel Pons            | Pons 40 HP Tuenti         | Kalex        | 27   | +54.632   | 25      |       |
| 21  | 23 | Marcel Schrötter     | Desguaces La Torre SAG    | Bimota       | 27   | +56.401   | 24      |       |
| 22  | 45 | Scott Redding        | Marc VDS Racing           | Kalex        | 27   | +56.974   | 7       |       |
| 23  | 22 | Alessandro Andreozzi | S/Master Speed Up         | Speed Up     | 27   | +59.679   | 29      |       |
| 24  | 14 | Ratthapark Wilairot  | Thai Honda PTT Gresini    | Suter        | 27   | +1:16.201 | 23      |       |
| 25  | 54 | Mattia Pasini        | NGM Mobile Forward Racing | FTR          | 27   | +1:16.352 | 22      |       |
| 26  | 28 | Román Ramos          | SAG Team                  | FTR          | 27   | +1:18.354 | 20      |       |
| 27  | 19 | Xavier Siméon        | Tech 3 Racing             | Tech 3       | 27   | +1:26.234 | 12      |       |
| 28  | 63 | Mike Di Meglio       | Kiefer Racing             | Kalex        | 27   | +1:29.530 | 16      |       |
| 29  | 57 | Eric Granado         | JIR Moto2                 | Motobi       | 26   | +1 giro   | 31      |       |
| 30  | 97 | Rafid Topan Sucipto  | QMMF Racing               | Speed Up     | 25   | +2 giri   | 30      |       |

### Ritirati
| Nº | Pilota           | Squadra          | Motocicletta | Giri | Griglia |
| -- | ---------------- | ---------------- | ------------ | ---- | ------- |
| 82 | Elena Rosell     | QMMF Racing      | Speed Up     | 17   | 32      |
| 30 | Takaaki Nakagami | Italtrans Racing | Kalex        | 14   | 3       |
| 5  | Johann Zarco     | JIR Moto2        | Motobi       | 10   | 10      |

## Moto3
L'infortunato Riccardo Moretti è stato sostituito da Miroslav Popov. Hanno partecipato al Gran Premio anche le wildcard Juan Francisco Guevara e Philipp Öttl.

### Arrivati al traguardo
| Pos | Nº | Pilota                 | Squadra                        | Motocicletta | Giri | Tempo     | Griglia | Punti |
| --- | -- | ---------------------- | ------------------------------ | ------------ | ---- | --------- | ------- | ----- |
| 1   | 52 | Danny Kent             | Red Bull KTM Ajo               | KTM          | 24   | 45:05.891 | 7       | 25    |
| 2   | 11 | Sandro Cortese         | Red Bull KTM Ajo               | KTM          | 24   | +0.056    | 4       | 20    |
| 3   | 63 | Zulfahmi Khairuddin    | AirAsia-Sic-Ajo                | KTM          | 24   | +0.114    | 17      | 16    |
| 4   | 41 | Brad Binder            | RW Racing GP                   | Kalex KTM    | 24   | +0.431    | 15      | 13    |
| 5   | 55 | Héctor Faubel          | Andalucia JHK t-shirt Laglisse | FTR Honda    | 24   | +4.371    | 16      | 11    |
| 6   | 96 | Louis Rossi            | Racing Team Germany            | FTR Honda    | 24   | +7.605    | 9       | 10    |
| 7   | 84 | Jakub Kornfeil         | Redox-Ongetta-Centro Seta      | FTR Honda    | 24   | +14.931   | 14      | 9     |
| 8   | 25 | Maverick Viñales       | Blusens Avintia                | FTR Honda    | 24   | +18.495   | 5       | 8     |
| 9   | 31 | Niklas Ajo             | TT Motion Events Racing        | KTM          | 24   | +23.180   | 22      | 7     |
| 10  | 39 | Luis Salom             | RW Racing GP                   | Kalex KTM    | 24   | +23.245   | 3       | 6     |
| 11  | 65 | Philipp Öttl           | HP Moto Kalex                  | Kalex KTM    | 24   | +27.532   | 26      | 5     |
| 12  | 58 | Juan Francisco Guevara | Wild Wolf BST                  | FTR Honda    | 24   | +30.331   | 21      | 4     |
| 13  | 27 | Niccolò Antonelli      | San Carlo Gresini              | FTR Honda    | 24   | +31.255   | 8       | 3     |
| 14  | 19 | Alessandro Tonucci     | Team Italia FMI                | FTR Honda    | 24   | +34.660   | 10      | 2     |
| 15  | 28 | Josep Rodríguez        | Moto FGR                       | FGR Honda    | 24   | +50.522   | 30      | 1     |
| 16  | 42 | Álex Rins              | Estrella Galicia 0,0           | Suter Honda  | 24   | +50.554   | 18      |       |
| 17  | 30 | Giulian Pedone         | Ambrogio Next Racing           | Suter Honda  | 24   | +51.725   | 28      |       |
| 18  | 5  | Romano Fenati          | Team Italia FMI                | FTR Honda    | 24   | +51.826   | 11      |       |
| 19  | 61 | Arthur Sissis          | Red Bull KTM Ajo               | KTM          | 24   | +52.970   | 19      |       |
| 20  | 32 | Isaac Viñales          | Ongetta-Centro Seta            | FTR Honda    | 24   | +57.930   | 23      |       |
| 21  | 89 | Alan Techer            | Technomag-CIP-TSR              | TSR Honda    | 24   | +1:00.758 | 24      |       |
| 22  | 29 | Luca Amato             | Mapfre Aspar                   | Kalex KTM    | 24   | +1:47.794 | 20      |       |
| 23  | 51 | Kenta Fujii            | Technomag-CIP-TSR              | TSR Honda    | 24   | +1:47.977 | 33      |       |
| 24  | 80 | Armando Pontone        | IodaRacing Project             | Ioda         | 23   | +1 giro   | 31      |       |

### Ritirati
| Nº | Pilota            | Squadra              | Motocicletta | Giri | Griglia |
| -- | ----------------- | -------------------- | ------------ | ---- | ------- |
| 8  | Jack Miller       | Caretta Technology   | Honda        | 19   | 25      |
| 9  | Toni Finsterbusch | Racing Team Germany  | Honda        | 19   | 27      |
| 99 | Danny Webb        | Mahindra Racing      | Mahindra     | 18   | 34      |
| 44 | Miguel Oliveira   | Estrella Galicia 0,0 | Suter Honda  | 15   | 2       |
| 7  | Efrén Vázquez     | JHK t-shirt Laglisse | FTR Honda    | 15   | 6       |
| 95 | Miroslav Popov    | Mahindra Racing      | Mahindra     | 9    | 35      |
| 17 | John McPhee       | Caretta Technology   | KRP Honda    | 9    | 29      |
| 94 | Jonas Folger      | Mapfre Aspar         | Kalex KTM    | 7    | 1       |
| 26 | Adrián Martín     | JHK t-shirt Laglisse | FTR Honda    | 7    | 13      |
| 3  | Luigi Morciano    | Ioda Team Italia     | Ioda         | 4    | 32      |
| 12 | Álex Márquez      | Ambrogio Next Racing | Suter Honda  | 3    | 12      |